# Bembecia insidiosa
Bembecia insidiosa is een vlinder uit de familie wespvlinders (Sesiidae), onderfamilie Sesiinae.
Bembecia insidiosa is voor het eerst wetenschappelijk beschreven door Le Cerf in 1911. De soort komt voor in het Palearctisch gebied.